# جام حذفی فوتبال اوکراین
 جام حذفی فوتبال اوکراین  (به اوکراینی: Кубок України) مسابقاتی است که به صورت حذفی در کشور اوکراین از سال ۱۹۹۲ میلادی تاکنون برگزار می‌شود. این جام از ۳۲ تیم که از سراسر کشور اوکراین در آن شرکت می‌کنند برگزار می‌شود.
باشگاه فوتبال دینامو کیف با ۹ قهرمانی و باشگاه فوتبال شاختار دونتسک با ۸ قهرمانی پرافتخارترین تیم‌های این سری مسابقات به حساب می‌آیند.

## قهرمانی‌ها بر پایه باشگاه
| تیم                  | قهرمانی | نایب قهرمانی | فینال | سال‌های قهرمانی                                                               |
| -------------------- | ------- | ------------ | ----- | ---------------------------------------------------------------------------- |
| دینامو کیف           | ۱۳      | ۵            | ۱۸    | ۱۹۹۳، ۱۹۹۶، ۱۹۹۸، ۱۹۹۹، ۲۰۰۰، ۲۰۰۳، ۲۰۰۵، ۲۰۰۶، ۲۰۰۷، ۲۰۱۴، ۲۰۱۵، ۲۰۲۰، ۲۰۲۱ |
| شاختار دونتسک        | ۱۳      | ۶            | ۱۹    | ۱۹۹۵، ۱۹۹۷، ۲۰۰۱، ۲۰۰۲، ۲۰۰۴، ۲۰۰۸، ۲۰۱۱، ۲۰۱۲، ۲۰۱۳، ۲۰۱۶، ۲۰۱۷، ۲۰۱۸، ۲۰۱۹ |
| چورنومورتس اودسا     | ۲       | ۱            | ۳     | ۱۹۹۲، ۱۹۹۴                                                                   |
| تاوریا سیمفروپول     | ۱       | ۱            | ۲     | ۲۰۱۰                                                                         |
| فورسکلا پولتاوا      | ۱       | ۱            | —     | ۲۰۰۹                                                                         |
| دنیپرو دنیپروپتروفسک | ۰       | ۳            | ۴     | —                                                                            |
| کارپاتی لووف         | ۰       | ۲            | ۳     | —                                                                            |
| متالورگ دونتسک       | ۰       | ۲            | ۳     | —                                                                            |
| آرسنال کیف           | ۰       | ۲            | ۱     | —                                                                            |
| متالیست خارکوف       | ۰       | ۱            | ۳     | —                                                                            |
| کریفباس کریفیی ریه   | ۰       | ۱            | ۲     | —                                                                            |
| متالورگ زاپروژیا     | ۰       | ۱            | ۲     | —                                                                            |
| نیوا وینیتسا         | ۰       | ۱            | —     | —                                                                            |
| وولین لوتسک          | ۰       | ۰            | ۳     | —                                                                            |
| تورپدو زاپروژیا      | ۰       | ۰            | ۲     | —                                                                            |
| زیرکا کیرووهراد      | ۰       | ۰            | ۲     | —                                                                            |
| ایلیچیفتس ماریوپول   | ۰       | ۰            | ۲     | —                                                                            |
| ورس ریونه            | ۰       | ۰            | ۱     | —                                                                            |
| کرمین کرمنچوک        | ۰       | ۰            | ۱     | —                                                                            |